# Кертис, Джон (футболист, 1978)
Джон Чарльз Кью́уорт Ке́ртис (англ. John Charles Keyworth Curtis; 3 сентября 1978) — английский футболист, защитник. Воспитанник «Манчестер Юнайтед», выступал за ряд английских клубов в 2000-е годы. В конце 1990-х годов выступал за молодёжные сборные Англии.

## Клубная карьера
Уроженец Нанитона (графство Уорикшир), Кертис начал футбольную карьеру в академии клуба «Манчестер Юнайтед». В 1995 году помог команде выиграть Молодёжный кубок Англии. В июле 1995 года подписал ученический контракт, а в сентябре 1997 года — профессиональный контракт. 14 октября 1997 года дебютировал в основном составе «Манчестер Юнайтед», выйдя в стартовом составе в матче Кубка Футбольной лиги против «Ипсвич Таун». 25 октября того же года дебютировал в Премьер-лиге в матче против «Барнсли». Всего в сезоне 1997/98 он провёл за «Юнайтед» 9 матчей. В следующем сезоне, в котором «Юнайтед» взял «требл», Кертис провёл за команду 7 матчей. 19 ноября 1999 года отправился в аренду в «Барнсли», сыграв за команду 28 матчей и забив 2 гола. По окончании сезона 1999/2000 Кертис покинул «Манчестер Юнайтед», сыграв за клуб 19 матчей во всех турнирах.
31 мая 2000 года Кертис перешёл в «Блэкберн Роверс» за 1,5 млн фунтов. В сезоне 2000/01 помог команде занять второе место в Первом дивизионе и выйти в Премьер-лигу. В сезоне 2001/02 помог команде выиграть Кубок Футбольной лиги. К сезону 2002/03 потерял место в основном составе и в 2003 году отправился в аренду в «Шеффилд Юнайтед».
По окончании сезона 2002/03 покинул «Роверс» в качестве свободного агента, после чего стал игроком «Лестер Сити».
В феврале 2004 года перешёл в «Портсмут» Гарри Реднаппа. В начале сезона 2004/05 отправился в аренду в «Престон Норт Энд». 
В январе 2005 года в качестве свободного агента перешёл в «Ноттингем Форест». Стал основным правым защитником команды. Летом 2007 года покинул клуб.
30 июня 2007 года в качестве свободного агента перешёл в «Куинз Парк Рейнджерс», но в декабре того же года покинул команду.
В начале 2008 года во время просмотра в клубе «Ноттс Каунти» Кертис получил серьёзную травму, из-за которой пропустил целый год. В январе 2009 года присоединился к клубу «Вустер Сити» для получения игровой практики, а в конце февраля стал игроком «Рексема». В июле 2009 года подписал однолетний контракт с клубом «Нортгемптон Таун». Провёл за команду 19 матчей в сезоне 2009/10, после чего покинул клуб.
В мае 2010 года Кертис отправился на просмотр в австралийский клуб «Голд-Кост Юнайтед», а в следующем месяце подписал с ним контракт. В 2011 году завершил карьеру игрока.

## Карьера в сборной
В 1997 году провёл четыре матча за сборную Англии до 20 лет на чемпионате мира в Малайзии.
С 1997 по 2000 год провёл 19 матчей за сборную Англии до 21 года.
21 апреля 1998 года сыграл за вторую сборную Англии в матче против сборной России на стадионе «Лофтус Роуд».

## Тренерская карьера
Работал тренером в Фэрфилде (штат Коннектикут, США). Был ассистентом главного тренера клуба «Хартфорд Атлетик».

## Достижения
«Манчестер Юнайтед»
- Обладатель Молодёжного кубка Англии: 1994/95

«Блэкберн Роверс»
- Вице-чемпион Первого дивизиона Футбольной лиги (уровень 2, выход в Премьер-лигу): 2000/01
- Обладатель Кубка Футбольной лиги: 2001/02[14]

Личные достижения
- Награда Джимми Мерфи лучшему молодому игроку года: 1996/97[15]